# Oiceoptoma hypocrita
Oiceoptoma hypocrita es una especie de escarabajo carroñero del género Oiceoptoma, categorizada en la tribu Silphini, de la subfamilia Silphinae. Fue descrita por Portevin en 1903.

## Distribución
Se distribuye por Asia: Bután, China, India, Birmania y Nepal.